# Sergio Brighenti
Sergio Brighenti (Modena, 1932. szeptember 22. – Arluno, 2022. október 10.) válogatott olasz labdarúgó, csatár, edző.

## Pályafutása

### Klubcsapatban
1949 és 1952 között a Modena, 1952 és 1955 között az Internazionale, 1955 és 1957 között a Triestina, 1957 és 1960 között a Padova, 1960 és 1963 között a Sampdoria, 1963–64-ben ismét a Modena labdarúgója volt. 1964–65-ben a Torino játékosaként fejezte be az aktív labdarúgást. Az Interrel két olasz bajnoki címet szerzett. A Sampdoria játékosaként az 1960–61-es idényben 27 góllal bajnoki gólkirály lett.

### A válogatottban
1959 és 1961 között kilenc alkalommal szerepelt az olasz válogatottban és két gólt szerzett.

### Edzőként
1968–69-ben illetve 1971–72-ben a Varese, 1972–73-ban a Seregno, 1973–74-ben a Lecco vezetőedzője volt.

## Sikerei, díjai
Internazionale
- Olasz bajnokság (Serie A)
  - bajnok (2): 1952–53, 1953–54

 Sampdoria
- Olasz bajnokság (Serie A)
  - gólkirály: 1960–61 (27 gól)

## Statisztika

### Mérkőzései az olasz válogatottban
| Olaszország | Olaszország        | Olaszország              | Olaszország   | Olaszország | Olaszország    | Olaszország | Olaszország | Olaszország |
| #           | Dátum              | Helyszín                 | Hazai         | Eredmény    | Vendég         | Kiírás      | Gólok       | Esemény     |
| ----------- | ------------------ | ------------------------ | ------------- | ----------- | -------------- | ----------- | ----------- | ----------- |
| 1.          | 1959. május 6.     | London, Wembley Stadion  | Anglia        | 2 – 2       | Olaszország    | barátságos  | 1           | 59'         |
| 2.          | 1959. november 1.  | Prága, Strahov-stadion   | Csehszlovákia | 2 – 1       | Olaszország    | Európa-kupa | -           |             |
| 3.          | 1959. november 29. | Firenze, Stadio Comunale | Olaszország   | 1 – 1       | Magyarország   | Európa-kupa | -           |             |
| 4.          | 1960. január 6.    | Nápoly, Stadio San Paolo | Olaszország   | 3 – 0       | Svájc          | Európa-kupa | -           |             |
| 5.          | 1960. március 13.  | Barcelona, Camp Nou      | Spanyolország | 3 – 1       | Olaszország    | barátságos  | -           |             |
| 6.          | 1960. december 10. | Nápoly, Stadio San Paolo | Olaszország   | 1 – 2       | Ausztria       | barátságos  | -           |             |
| 7.          | 1961. április 25.  | Bologna, Stadio Comunale | Olaszország   | 3 – 2       | Észak-Írország | barátságos  | -           | 75'         |
| 8.          | 1961. május 24.    | Róma, Olimpiai Stadion   | Olaszország   | 2 – 3       | Anglia         | barátságos  | 1           | 74'         |
| 9.          | 1961. június 15.   | Firenze, Stadio Comunale | Olaszország   | 4 – 1       | Argentína      | barátságos  | -           |             |
|             | Összesen           |                          |               | 9           | mérkőzés       |             | 2           | gól         |